# Гарциния камбоджийская
Гарци́ния камбоджи́йская (лат. Garcīnia gūmmi-gūtta) — вечнозелёное тропическое дерево; вид рода Гарциния семейства Клузиевые. Распространена в Индии, Индонезии и Южной Азии и Африке.

## Общие сведения
Камбоджийская гарциния растет в Юго-Восточной Азии, Индии, Западной и Центральной Африке, преимущественно во влажных тропических лесах. Именно этот климат благоприятно сказывается на способности растения давать до 2 урожаев в год.
Камбоджийская гарциния является одним из 50 видов гарцинии. Фрукт выглядит как небольшая тыква зелёного либо светло-желтого цвета. Покрыт тонкой кожурой, мякоть — в виде вертикальных долей, благодаря чему имеет сходство с цитрусовыми фруктами. Цвет варьируется от зелёного до жёлтого и светло-оранжевого.
После высушивания для хранения плоды гарцинии приобретают коричневый либо чёрный цвет.

## Кулинария
Камбоджийская гарциния повсеместно используется в кулинарии, в том числе и в приготовлении индийского блюда карри. В пищу употребляют как мякоть плода, так и его кожуру. Именно кожура фрукта используется во многих традиционных рецептах Индии, а мякоть в — в Таиланде, Малайзии, Бирме и других странах Юго-Восточной Азии. На вкус камбоджийская гарциния сладкая с приятной кислинкой.

## Оздоровительные свойства

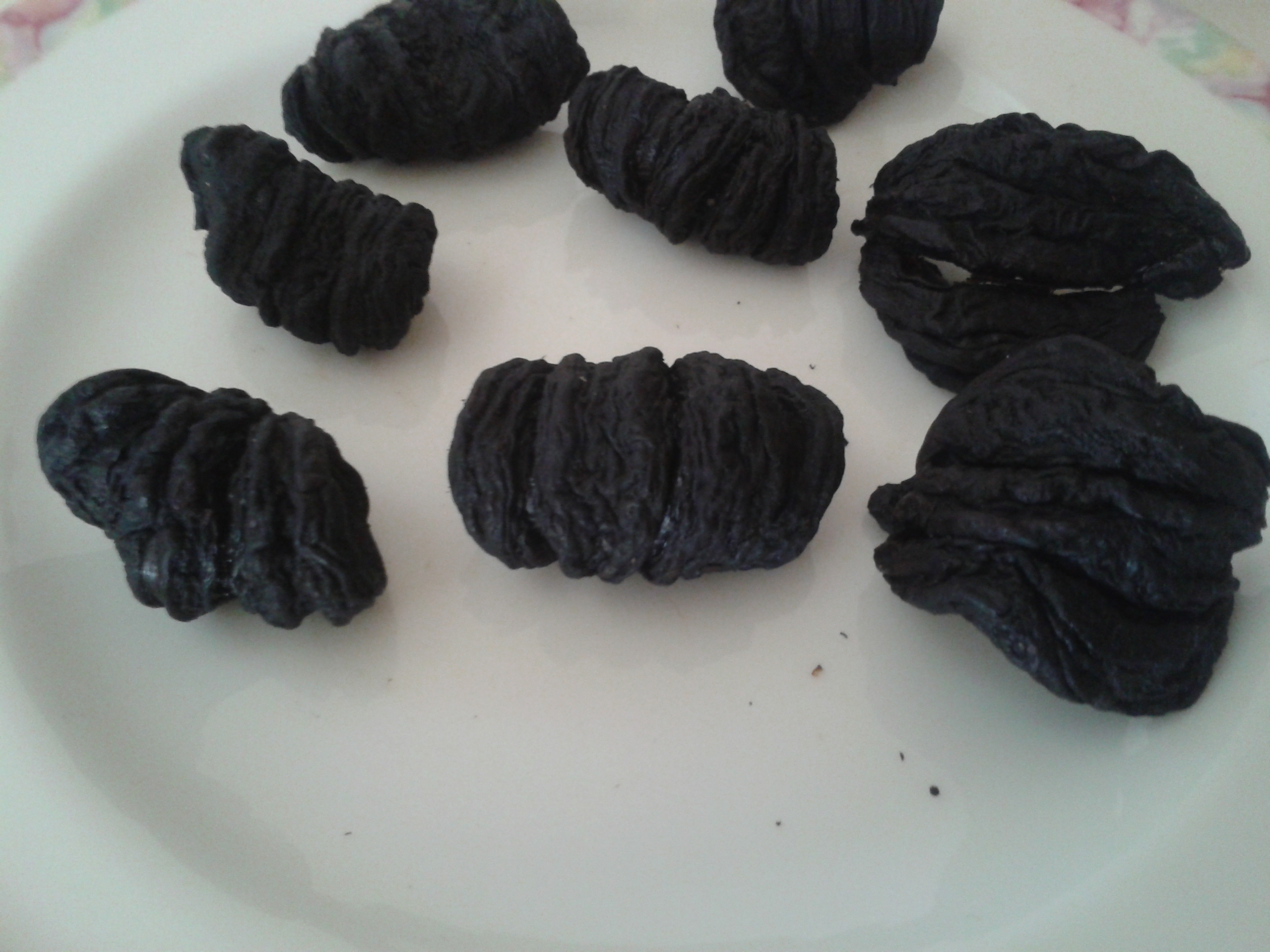
Сушёные плоды

В Индокитае принято считать, что камбоджийская гарциния улучшает пищеварение и способствует быстрому насыщению. В системе Аюрведы плоды применялись в качестве лечебного средства при ревматизме, водянке, задержке менструаций (нарушении гормонального фона), расстройствах пищеварения.
Согласно предписаниям народной медицины индийские женщины до сих пор употребляют камбоджийскую гарцинию в качестве средства, которое помогает очистить организм от шлаков и токсинов. В конце XX века камбоджийская гарциния приобрела популярность в области диетологии и похудения и в западных странах. В 2010 году американский доктор Оз с экранов телевизоров заявил, что с её помощью можно избавиться от лишнего веса. В качестве объяснения этих свойств обычно ссылаются на высокое содержание в плодах (65 %) гидроксилимонной кислоты (ГЛК), способствующей якобы ускорению обмена веществ, а также пектина, притупляющего чувство голода.
По результатам исследования, опубликованного в журнале International Journal of Obesity and Related Metabolic Disorders (1996), контрольная группа, употреблявшая плоды гарцинии, в среднем избавилась от 5,4 % лишнего веса. Другое исследование (1998) не показало никакого влияния гарцинии на вес в сравнении с приёмом плацебо. Те же результаты принесли  и последующие эксперименты, по итогам которых был сделан вывод о гепатотоксичности плодов растения, заставивший производителей свернуть производство одного из БАДов на основе гарцинии.